# Palaeochrysophanus hippothoe
Palaeochrysophanus hippothoe is een vlinder uit de familie Lycaenidae. De wetenschappelijke naam werd gepubliceerd in 1761 door Carl Linnaeus.